# Jean Lebon
Ne doit pas être confondu avec Jean le Bon.
 (octobre 2022).
Jean Lebon, né le 3 janvier 1941 à Bascharage, au Grand-Duché de Luxembourg et mort le 2 mai 1989, est un écrivain, critique littéraire, animateur radio, homme politique, enseignant et peintre belge.
Chaque année, il est honoré par l'intermédiaire d'un prix artistique qui porte son nom et qui est remis par la commune d'Aubange. Cette distinction récompense un auteur régional (originaire ou d'adoption).

## Biographie
Jean Lebon est né à Bascharage (aujourd'hui commune de Käerjeng), le 3 janvier 1941 et est l'aîné d'une famille de sept enfants. Élevé en luxembourgeois et en allemand, il apprend le français lorsque sa famille s'installe à Athus, en Belgique, où il poursuit sa scolarité primaire. Il fait ses études secondaires à l'Athénée Royal de Virton, puis poursuit des études à l'école normale de Nivelles en vue de devenir professeur de langues. Il enseigne ensuite à Virton et à Athus.
En 1964 il publie son premier roman: « Le survivant ». On le rencontre aussi dans plusieurs autres activités et domaines comme animateur radio à la RTBF ou de télévision à RTL.  Il peint et ses œuvres picturales font l'objet de nombreuses expositions, notamment en Allemagne. 
Jean Lebon sera également échevin des finances de la commune d'Aubange entre 1982 et 1988 sous le maiorat du bourgmestre François Rits. En 1989 il est élu à l'Académie luxembourgeoise.
Marié et père de trois enfants Jean Lebon meurt le 2 mai 1989.

## Œuvres
- Un premier roman inédit La Tombe, écrit vers 1962-1963.
- Le survivant, 1964.
- La Couronne creuse, roman, Éditions Albin Michel, Paris, 1972.

Notons que ce roman a connu une adaptation théâtrale d'une demi-heure diffusée sur les ondes de France Culture pour l'émission Un livre, une voix avec Jean-Roger Caussimon et Véra Feyder. Par la suite, il a également été traduit en italien (1974).
- Athus-Lorraine, édité par Lions Club d'Athus en 1975.
- Le Sapin enchanté, conte de Noël, illustrations de Jean Lebon, Éditions Wesmael-Charlier, Namur 1977.
- L'incident Jesse David, théâtre, 1984, primé par le Service du Livre Luxembourgeois.
- Guido Gezelle. Sa vie et ses douze poèmes les plus célèbres, essai, Éditions Van Braekel, Mouscron, 1982.
- Noël pour un G.I., contes, dont les illustrations (blanc et noir) sont de Willy Vassaux. Journal des 3 Frontières, Longeau, 1988.
- Un second roman inédit Justice Machine, écrit vers 1988-1989.

- Contes et légendes du pays des 3 frontières, ouvrage collectif.

## Le Prix Jean Lebon
En 1990, pour honorer sa mémoire, l'administration communale d'Aubange crée le prix Jean Lebon qui récompense le travail d'un auteur local. Jusqu'en 1996 il était adressé alternativement à une œuvre soit artistique soit littéraire, puis, à cette date, ne fut plus attribué qu'à une œuvre littéraire. Il est demandé aux participants d'écrire une nouvelle de maximum 20 pages sur un thème bien précis qui change chaque année. Les conditions d'accès sont d'être majeur et d'être né dans la région des trois frontières, c'est-à-dire nécessairement soit en province de Luxembourg, soit au Grand‑Duché de Luxembourg, soit dans les régions françaises des Ardennes ou de la Lorraine. La récompense, d'une valeur de 1 500 euros, est destinée à couvrir les frais d'éditions de l’œuvre.  Chaque année un thème est proposé.  En 2009, le thème retenu était "Anniversaire"...

### Évolution
- 1990, le prix récompense alternativement une œuvre littéraire et une œuvre artistique ;
- 1997, le prix devient littéraire ;
- 2000, création du "Prix jeune" qui récompense les candidats de 18 à 30 ans ;
- 2006, remplacement du "Prix jeune" par un "Prix d'encouragement" (qui peut éventuellement être attribué).

### Liste des lauréats du prix
- 1990: (écriture): Maguy Marenne.
- 1991: (peinture):
- 1992: (écriture): Claude Mathieu.
- 1993: (sculpture): aucun prix décerné
- 1994: (écriture): La dame aux yeux de braise.
- 1995:
- 1996: Paul Mathieu, Les coquillages.
- 1997: Deux récompenses : Dominique Zachary, Le trou des fées - Contes pour enfants de Gaume et d'autres collines, illustré par Valérie Dion et Patrice Kreusch pour son recueil de contes intitulé Au bout du conte, illustré par ses élèves.
- 1998:
- 1999: Jhemp Hoscheit, La Secte de Sisyphe.
- 2000: Zilber Karevski, La Source
- 2001:
- 2002: Anne-Marie Richard-Schulze, Bruegel et les deux couleurs jaunes (Prix "Auteur de plus de trente ans").
- 2003:
- 2004: Michel Alomène, Âmes en peine sur la N88.
- 2005: Agnès Schnell, Jour de liesse, jour de colère
- 2006: Zilber Karevski, Après la pluie
- 2007: Pierre Coulon, La bonne femme de neige
- 2008: Cécile Bastien obtient le Prix Jean Lebon, Françoise Daoust obtient un prix d'encouragement pour Passages.
- 2009: Trois récompenses : Monique Persoons, Résurgences. Marie-Richard Schulze, Un anniversaire pas comme les autres. Jacques Dessaucy, Un cadeau d'anniversaire perturbant.
- 2010: Michel Alomène, Dans les brumes éthyliques.
- 2011: Deux récompenses : le Prix Jean Lebon attribué à Laurence Hesse, Evariste et un "prix spécial" remis à Jean-Paul Dondelinger, Essen 45.
- 2012: Deux prix ex æquo : Jean-Marie Adam, Jabana Avril 1994 et Roland Ladrière, La lettre d'amour.
- 2017: Laurence Hesse, La révolution des roses.